# Tony Esposito (zanger)

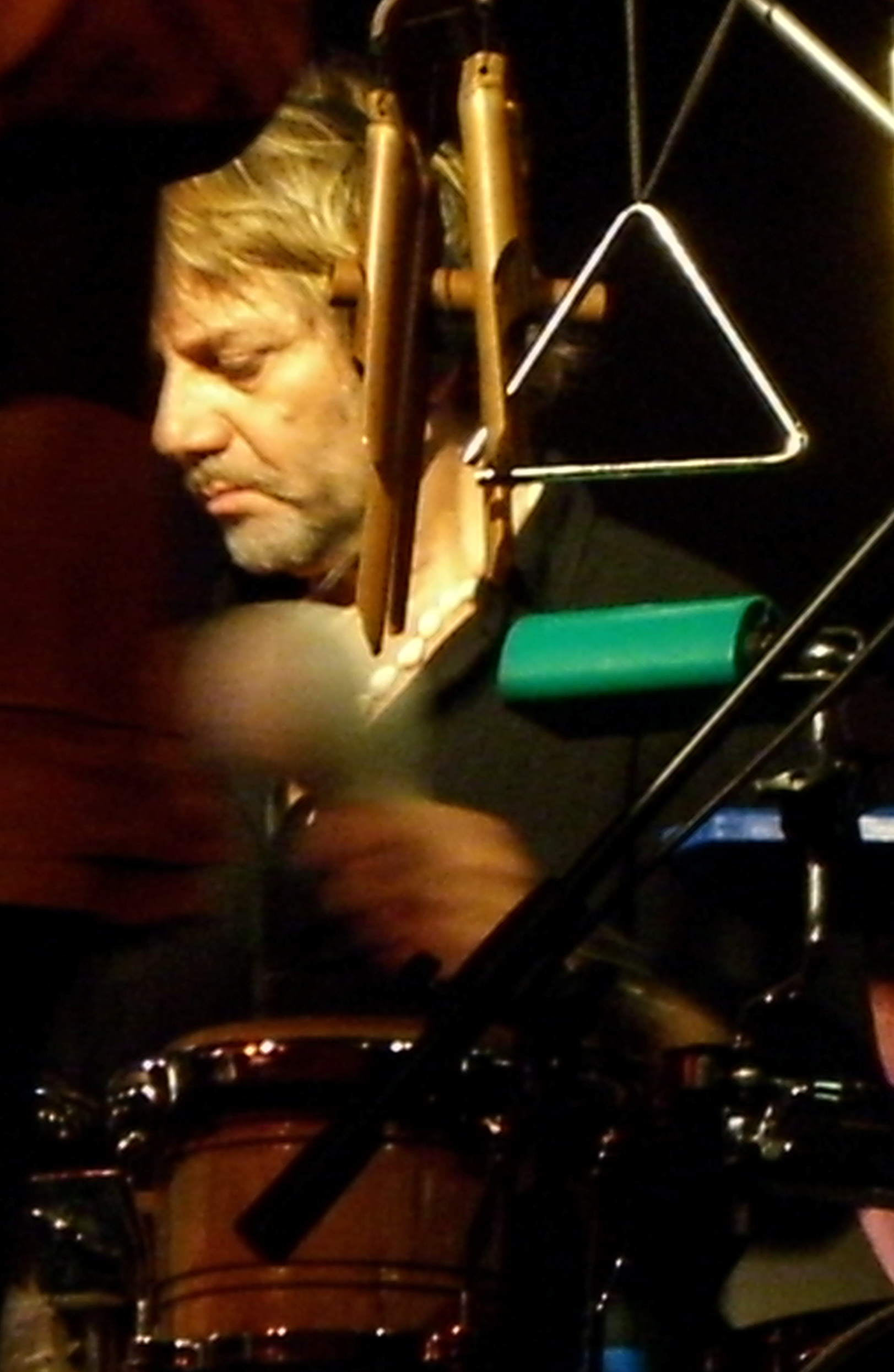
Tony Esposito

Tony Esposito (Napels, 15 juli 1950) is een Italiaanse muzikant en drummer.
Hij is vooral bekend van zijn hit Papa Chico, die in 1987 vijf weken op nummer 1 stond in de Nationale Hitparade van Nederland. In Vlaanderen stond het lied twee weken op nummer 3 in de Ultratop 50. Ook bracht hij in 1984 samen met de Italiaanse zanger Gianluigi di Franco het nummer Kalimba da Luna op de planken. Dat nummer haalde de tipparade. Boney M. kwam met een cover en kwam ermee op nummer 27 in de Nederlandse Top 40 en 20 in de Nationale Hitparade.

## Discografie

### Singles
| Single met eventuele hitnotering(en) in de Nederlandse Top 40 | Datum van verschijnen | Datum van binnenkomst | Hoogste positie | Aantal weken | Opmerkingen |
| ------------------------------------------------------------- | --------------------- | --------------------- | --------------- | ------------ | ----------- |
| Kalimba de luna                                               | 1984                  | 22-09-1984            | tip5            | -            |             |
| Papa Chico                                                    | 1987                  | 11-07-1987            | 2               | 11           | Alarmschijf |

- Bibliothèque nationale de France: cb14175581r (data)
- Gemeinsame Normdatei: 13436869X
- International Standard Name Identifier: 0000 0001 1862 475X
- Library of Congress Control Number: n91033815
- MusicBrainz: b776609b-a568-4234-bbc4-756f2a812186
- Nationale Bibliotheek van Tsjechië: xx0089541
- Nederlandse Thesaurus van Auteursnamen: 073579602
- Virtual International Authority File: 85896705